# Leonardo Montenegro
Leonardo Enrique Montenegro Corona (* 16. Februar 1955 in Santiago) ist ein ehemaliger chilenischer Fußballspieler. 

## Karriere
Leonardo Montenegro, auch Androide genannt, begann seine Karriere 1967 bei Villa Ríos. 1971 wechselte er zu Universidad de Chile, bei der er 1973 im Alter von 18 Jahren sein Profidebüt gab. Für die Azules war er vier Jahre lang aktiv. Es folgten zwei Leihjahre bei Provinzklubs: 1976 beim CD O’Higgins und 1977 bei Ñublense. Anschließend kehrte er zu seinem Stammverein zurück und spielte dort in den Jahren 1979 und 1980. Zur Saison 1981 unterschrieb er beim CD Palestino, wo er überzeugende Leistungen zeigte. 1985 wechselte er in den südafrikanischen Fußball zu den Moroka Swallows und kehrte 1986 zu Palestino zurück, mit dem er in jenem Jahr die Vizemeisterschaft erreichte. Seine letzten drei aktiven Jahre verbrachte er beim CSD Colo-Colo, mit dem er insgesamt vier Titel gewann. Er beendete seine Karriere im Jahr 1990 und nahm dabei nur noch an der Copa Chile teil.

## Erfolge
Universidad de Chile
- Chilenischer Pokalsieger: 1979

Colo-Colo
- Chilenischer Meister: 1989
- Chilenischer Pokalsieger: 1988, 1989, 1990